# 团山街道 (长春市)
团山街道，是中华人民共和国吉林省长春市宽城区下辖的一个街道。2023年3月17日行政区划调整。调整后，管辖范围东起伊通河，西至长（白）哈铁路与兴业毗邻，南起长新街，北至北四环路与兰家交界。

## 行政区划
团山街道下辖以下地区：
福山路社区、银山路社区、长山花园社区、龙山路社区、首山路社区、小南街社区和小南村。
2023年3月17日行政区划调整后，下辖长山花园、首山路、团山路、龙山路、天朗、华成、朗秀、华玺、小南街9个社区和小南1个行政村。